# Contea di Benton (Minnesota)
La contea di Benton in inglese Benton County è una contea dello Stato del Minnesota, negli Stati Uniti. La popolazione al censimento del 2000 era di 34 226 abitanti. Il capoluogo di contea è Foley